# Міріан (князь Кахетії)
Міріан (Мір, Міхр) I (груз. მირიანი; д/н — 741) — 5-й еріставі (князь) Кахетії в 736—741 роках.

## Життєпис
Походив з династії Хосровідів. Старший син Стефаноза II, еріставт-еріставі Кахетії. 736 року під час чергової арабської навали за різними відомостями батько загинув або зрікся влади. Міріан вимушений був визнати зверхність Дамаскського халіфату.
В наступні роки намагався укласти союзи задля повалення арабського гноблення. Ймовірно 739 року підняв повстання, сподіваючись на допомогу Леона I, архонта Абазгії, що вдерся до північної Лазики. Повстання також підтримав Нарсе, верховний князь Кавказької Албанії. Втім повсталі протягом 740—741 років зазнали поразок. В одній з битв загинув Міріан. Похований у Мцхеті. Владу спадкував його брат Арчіл.

## Родина
- донька, дружина Гуарама IV, еріставі Джавахеті
- донька, дружина Пітіашша, еріставі Тріалеті
- донька, дружина еріставі Нерсе I Нерсіані
- донька, дружина Адарнасе Адарнасіані
- донька, дружина еріставі Варазмана
- донька, дружина Джуаншера Джуаншеріані
- Гурандухт, дружина Леона I, архонта Абазгії